# Merseyside West (circonscription du Parlement européen)
Avant l’adoption uniforme de la représentation proportionnelle en 1999, le Royaume-Uni utilisait le système uninominal à un tour pour les élections européennes en Angleterre, en Écosse et au pays de Galles. Les conscriptions du Parlement européen utilisées dans ce système étaient plus petites que les circonscriptions régionales les plus récentes et ne comptaient chacune qu'un seul membre au Parlement européen.
De 1984 à 1999, la circonscription de Merseyside West était l'une d'entre elles, faisant suite à la précédente circonscription "Liverpool" qui existait sur des frontières différentes de 1979 à 1984.
Lorsqu'il a été créé en Angleterre en 1984, il se composait des circonscriptions parlementaires du Parlement de Westminster de Bootle, Crosby, Liverpool Broadgreen, Liverpool Mossley Hill, Liverpool Riverside, Liverpool Walton, Liverpool West Derby, Southport, et est resté globalement le même, malgré le réaménagement interne de certaines de ces circonscriptions (Wavertree remplaçant Broadgreen et Mossley Hill, et un changement de frontière pour certaines des autres).
Ken Stewart, un conseiller travailliste de gauche et anti-européen, a remporté le siège du parti travailliste en 1984 devant la titulaire de la circonscription de Liverpool, Gloria Hooper plus tard la baronne Hooper. Il l'a conservé en 1989 et 1994 avec des majorités accrues. Sa mort en 1996 a déclenché une élection partielle, l'une des nombreuses élections partielles cruciales qui ont débouché sur de confortables victoires travaillistes dans les derniers mois du gouvernement conservateur de John Major. Le candidat travailliste était Richard Corbett, pro-européen (et plus tard le leader des parlementaires travaillistes, l'EPLP), qui a occupé le siège jusqu'à ce qu'il soit aboli avec l'introduction du système de représentation proportionnelle dans les circonscriptions régionales en 1999. Corbett a remporté la sélection pour être le candidat travailliste lors d'un scrutin de tous les membres du parti dans la circonscription, l'emportant contre David Watts, plus tard Le MP de St Helens, Margaret Wall (plus tard la baronne Wall de New Barnet), David Martin, leader du Sefton Council et un certain nombre d'autres conseillers locaux de Liverpool et de Bootle.
Dans le cadre du système de circonscription régionale, le Merseyside West est devenu une partie de la circonscription de nord-ouest de l'Angleterre en 1999.

## Membre du Parlement européen
| Élection                    | Élection | Portrait | Membre          | Parti        |
| --------------------------- | -------- | -------- | --------------- | ------------ |
|                             | 1984     |          | Kenneth Stewart | Travailliste |
|                             | 1996     |          | Richard Corbett | Travailliste |
| 1999 circonscription abolie |          |          |                 |              |

## Résultats des élections
Les candidats élus sont indiqués en gras.
| Parti         | Parti                | Candidat             | Voix   | %    | ± |
| ------------- | -------------------- | -------------------- | ------ | ---- | - |
|               | Travailliste         | Richard Corbett      | 31,484 | 53,8 | ' |
|               | Conservateur         | J Myers              | 12,780 | 21,8 |   |
|               | Libéral Démocrate    | K.J.C. Reid          | 8,829  | 15,1 |   |
|               | Libéral              | Steve Radford        | 4,050  | 6,9  |   |
|               | National Démocrates  | Simon Darby          | 718    | 1,2  |   |
|               | Natural Law          | J.D. Collins         | 680    | 1,2  |   |
| Majorité      | Majorité             | Majorité             | 18,704 | 32,0 |   |
| Participation | Participation        | Participation        | 58,541 | 11,3 |   |
|               | Travailliste retenir | Travailliste retenir | Swing  |      |   |